# Edmond Jabès
 (mars 2023).
Si vous disposez d'ouvrages ou d'articles de référence ou si vous connaissez des sites web de qualité traitant du thème abordé ici, merci de compléter l'article en donnant les références utiles à sa vérifiabilité et en les liant à la section « Notes et références ».
Pour les articles homonymes, voir Jabès.
Edmond Jabès, né le 14 avril 1912 au Caire et mort le 2 janvier 1991 à Paris, est un écrivain et poète français.

## Biographie

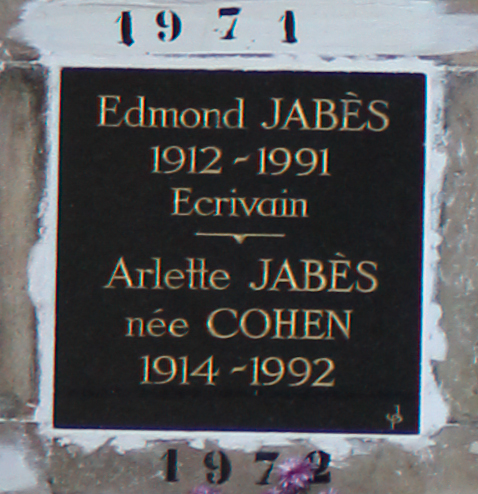
Columbarium au cimetière du Père-Lachaise.

Il naît en Égypte, dans une famille juive francophone.
Marqué dans sa jeunesse par la disparition prématurée de sa sœur, il publie dès 1929 diverses plaquettes de poésie et fonde avec Georges Henein les éditions à orientation surréaliste La Part du sable. Il se lie d'amitié avec Albert Cossery et Andrée Chédid, deux compatriotes au destin similaire.
En 1935, il se marie avec Arlette Cohen, qui lui est un soutien moral essentiel dans les épreuves de la vie. Ils ont deux filles et cinq petites-filles.
En 1935, il rencontre Max Jacob, avec qui il entretient une correspondance éditée en 1945 par René Etiemble. Puis il se rapproche de Paul Éluard qui fait connaître ses premières œuvres. Au fil des années, il se lie avec André Gide, Henri Michaux, Philippe Soupault, Roger Caillois et, après son arrivée en France, avec Michel Leiris, Paul Celan, Jacques Dupin, Louis-René des Forêts, Michel de Certeau, Jean Starobinski, Yves Bonnefoy et Emmanuel Levinas.
Edmond Jabès noue des complicités avec plusieurs artistes comme le musicien Luigi Nono, le peintre Zoran Mušič ou le sculpteur Goudji. Il a publié des livres en étroite collaboration avec des peintres tels qu'Antoni Tapiès ou Olivier Debré.
Marqué au plus vif par l’horreur de la Seconde Guerre mondiale, il collabore, à partir de 1945, à plusieurs revues dont La Nouvelle Revue française. Il est amené à quitter son Égypte natale en 1956 lors de la crise du canal de Suez, en raison de ses origines juives. Cette expérience douloureuse du déracinement devient fondamentale pour son œuvre, marquée par une méditation personnelle sur l'exil, le silence de Dieu et l’identité juive, qu’il dit n’avoir découvert qu’à l’occasion de son départ forcé. Il s’installe alors à Paris, où il demeure jusqu’à sa mort.
Naturalisé français en 1967, il a été lauréat de nombreux prix parmi lesquels le Prix des Critiques en 1970. En 1982, il a obtenu le Prix Francine et Antoine Bernheim des Arts, des Lettres et des Sciences de la Fondation du judaïsme français. Sollicité par diverses universités de par le monde, il a souvent été invité à prononcer des conférences ou à prendre part à des colloques à l'étranger, notamment aux États-Unis, en Israël, en Italie et en Espagne.
Il meurt le 2 janvier 1991. Il est incinéré le 8 janvier. Ses cendres puis celles de son épouse décédée un après lui, ont été déposées dans une case du columbarium du cimetière du Père-Lachaise.
Edmond Jabès publie, entre autres, Je bâtis ma demeure (1959), préfacé par Gabriel Bounoure, un recueil qui couvre les années 1943-1957, salué à sa sortie par des voix aussi dissemblables et fraternelles que celles de Jules Supervielle, Gaston Bachelard ou Albert Camus.
L'œuvre d'Edmond Jabès marque de façon durable l'œuvre et la pensée d'écrivains comme Maurice Blanchot ou Jacques Derrida.

## Analyse de l'œuvre

### Le cycle duLivre des Questions
Il écrit le cycle du Livre des questions (1963-1973), comportant sept tomes étalés sur dix ans, et, à sa suite, Le Livre des ressemblances (1976-1980)  et le cycle du Livre des marges, achevé par la publication, à titre posthume, du Livre de l'Hospitalité, en 1991.
Cette œuvre, interroge les liens qui unissent son destin d’exilé à la « révélation » d’un judaïsme qu’il soupçonnait à peine. Elle mêle réflexions profondes sur l’écriture et méditation inquiète sur l’avenir de l’homme. Comme l'écrit Paul Auster dans son essai L'art de la faim : « Ni roman, ni poème, ni essai, ni pièce de théâtre, Le Livre des Questions en combine toutes les formes en une mosaïque de fragments, d'aphorismes, de dialogues, de chansons et de commentaires qui gravitent indéfiniment autour de la question centrale du livre : comment parler de ce qui ne peut être dit ? La question, c'est l'holocauste juif, mais c'est aussi la littérature elle-même. Par un saut stupéfiant de l'imagination, Jabès traite les deux comme s'ils n'étaient qu'un. ».
Edmond Jabès fait partie de ces écrivains venus après la Shoah, dont ils ont été les contemporains impuissants, pour qui « le silence de Dieu » est à la source de tous les questionnements. « Auschwitz est, dans mes livres, non point uniquement en tant que summum de l'horreur, mais comme faillite de notre culture. », un événement au cœur de son œuvre : « un cri qui résonne dans le fond de la mémoire juive comme un spasme ».

### Perspectives
De manière générale, l'œuvre d'Edmond Jabès se situe dans la tradition du discours apophatique qui remonte, d'un côté, au néoplatonisme et l'ineffabilité de l'Un et, de l'autre, à la tradition de réflexion sur le Nom de Dieu comme l'Ineffable par excellence, telle qu'on la retrouve assumée dans la Kabbale. Les façons apophatiques de parler et de penser sont d'une importance prioritaire dans toute l'écriture de Jabès : elles permettent de mesurer les formes nouvelles que ce type de discours assume dans la littérature aujourd'hui. Pour essayer de cerner cette perspective, on peut solliciter l'œuvre de son ami Paul Celan, également écrivain hautement apophatique, c'est-à-dire centré sur ce qu'on ne peut pas dire. Au travers de cette comparaison, il est possible d'établir deux motifs d'indicibilité apophatique en fonction des deux traditions originelles. Tandis que Celan découvre ce qui reste inaccessible hors de la langue, la catastrophe historique, l'indicible de la Shoah, l'indicible de Jabès se situe pour la plupart à l'intérieur de la langue. Jabès pense l'ineffabilité dans la langue et de la langue, en première instance du Livre et du Nom de Dieu, plutôt que celle qui est complètement autre et absolument transcendante par rapport à la langue. Cependant, ces deux voies, une fois distinguées, accusent toutes deux une tendance à se confondre pour des raisons inévitables, en rapport avec ce qui échappe à toute articulation linguistique.

## Décorations
- Commandeur de l'ordre des Arts et des Lettres (1988)[7]

## Œuvres
- Illusions Sentimentales, Paris, Editions Eugène Figuière, 1930
- Je t'attends !, Eugène Figuière, 1931.
- L'Obscurité potable, Paris, G.L.M. 1936.
- Chansons pour le repas de l’ogre, Seghers, 1947.
- Le fond de l’eau,	La part du sable, 1947.
- Trois filles de mon quartier, G.L.M. 1948.
- La clef de voûte, G.L.M. 1950.
- Les mots tracent,	Les pas perdus, 1951.
- Je bâtis ma demeure : Poèmes 1943-1957, Gallimard, Paris, 1959
- Le Livre des questions, t. I, Gallimard, 1963  (ISBN 2070233243)
- Le Livre de Yukel (Le Livre des Questions, t. II), Gallimard, 1964  (ISBN 2070233251)
- Le retour au livre (Le Livre des Questions, t. III), Gallimard, 1965  (ISBN 207023326X)
- Yaël (Le Livre des Questions, t. IV), Gallimard, 1967
- Elya (Le Livre des Questions, t. V), Gallimard, 1969
- Aely (Le Livre des Questions, t. VI), Gallimard, 1972
- • (El, ou le dernier livre)[8] (Le livre des Questions, t. VII), Gallimard, 1973
- ça suit son cours (Le Livre des Marges I), Fata Morgana, 1975
- Le Livre des Ressemblances, t. I, Gallimard, Paris, 1976
- Des deux mains, papiers teints et dessins de Raquel, Orange Export Ltd., 1976
- L'eau, La Répétition, 1978
- Le Soupçon Le Désert (Le Livre des Ressemblances, t. II), Gallimard, 1978
- L'ineffaçable L'inaperçu (Le Livre des Ressemblances, t. III), Gallimard, 1980
- Du désert au livre, entretiens avec Marcel Cohen, Belfond, 1980
- Récit, Fata Morgana, Saint Clément de Rivière, 1981, relié, 13 x 23,2 cm
- Le petit livre de la subversion hors de soupçon (Le livre des Limites, t. I), Gallimard, 1982
- Le Livre du Dialogue (Le livre des Limites, t. II), Gallimard, 1984
- Le Parcours, Gallimard (Le livre des Limites, t. III), 1985
- Le Livre du Partage (Le livre des Limites, t. IV), Gallimard, coll. « Blanche », Paris, 1987  (ISBN 2070708683)
- Un étranger avec, sous le bras, un livre de petit format, Gallimard, 1989
- Le Seuil le Sable : poésies complètes 1943-1988, Gallimard, coll. « Poésie », Paris, 1990
- La Mémoire des Mots, Comment je lis Paul Celan, Éditions Fourbis, Paris, 1990
- Le Livre de l'hospitalité, Gallimard, 1991, ouvrage posthume
- Petites Poésies pour jours de pluie et de soleil, Gallimard Jeunesse, 1991
- Désir d'un commencement Angoisse d'une seule fin, Fata Morgana, 1991
- Cela a eu lieu, Éditions Fourbis, Paris, 1992

## Exposition
- Edmond Jabès : L’exil en partage, BNF, Site François Mitterrand, 2/5 - 17/6/2012
- Catalogue d'exposition Edmond Jabès, dirigé par Aurèle Crasson et Anne Mary. Hermann, 2012  (ISBN 9782705683665)

## Ouvrages critiques
- Jacques Derrida, L'écriture et la différence, Le Seuil, 1967
- Maurice Blanchot, L'Amitié, Gallimard, 1971
- Emmanuel Levinas, "Edmond Jabès aujourd'hui" dans Noms propres, Fata Morgana, 1976
- Joseph Guglielmi, La Ressemblance impossible, Edmond Jabès, E.F.R/Messidor, 1977
- Gabriel Bounoure, Edmond Jabès, La demeure et le livre, Fata Morgana, 1985
- Richard Stamelman, Mary Ann Caws, ed., Écrire le livre autour d'Edmond Jabès, Champ-Vallon, 1989
- Didier Cahen, Edmond Jabès, coll. « Dossiers », Belfond, 1991
- Daniel Lançon, Jabès l'Egyptien, Jean-Michel Place, 1998
- Steven Jaron, ed., Portrait(s) d'Edmond Jabès, Bibliothèque nationale de France, 1999
- Eric Benoit,  Écrire le cri : Le Livre des Questions d'Edmond Jabès, Presses Universitaires de Bordeaux, 2000
- Eric Benoit,  De la crise du sens à la quête du sens, Mallarmé, Bernanos, Jabès, coll. Littérature, Cerf, 2001
- Geoffrey Obin L'autre Jabès, Une lecture de l'altérité dans le cycle Le Livre des questions, Presses universitaires de Franche-Comté, 2002
- Llewellyn Brown, "Edmond Jabès : Les semblants et la lettre dans Le Livre des questions" in Figures du mensonge littéraire, L'Harmattan, 2005
- Aurèle Crasson, Irène Fenoglio, Récit : les cinq états du manuscrit. I et II / présentation, transcriptions et lectures de Marcel Cohen, Aurèle Crasson, Irène Fenoglio, Paris, Textuel, 2005
- Farid Laroussi, Écritures du sujet : Michaux, Jabès, Gracq, Tournier, Éditions Sils Maria, 2006
- Nathalie Debrauwere-Miller, Envisager Dieu avec Edmond Jabès, Cerf, 2007
- Didier Cahen, Edmond Jabès, coll. « Poètes d'aujourd'hui », Éditions Seghers/Laffont, 2007
- Catherine Mayaux, Daniel Lançon, éd., Edmond Jabès : l'éclosion des énigmes, Presses Universitaires de Vincennes, 2008
- Enrico Lucca, La scrittura in esilio. Ermeneutica e poetica in Edmond Jabès, LED Edizioni Universitarie, Milano 2011,  (ISBN 978-88-7916-506-8)
- Didier Cahen, Trois pères – Jabès, Derrida, du Bouchet, Lormont, Éditions Le Bord de l'eau, 2019
- Eric Benoit, Edmond Jabès et les chemins de l'écriture, Éditions Eurédit, 2020